# Dr. Mario 64
Dr. Mario 64 es un videojuego de lógica basado en el juego Dr. Mario. Fue desarrollado por la compañía Newcome y distribuido por Nintendo, publicado para la Nintendo 64 en 2001, y es la continuación del citado Dr Mario, que apareció en 1990 para las consolas NES y Game Boy.

## Argumento
Tras llegar una nueva estación con sus correspondientes gripes, el deber del Dr. Mario es usar sus Megavitaminas para ayudar a la gente de la región. Sin embargo, Wario, quien ansía tener la fama de Mario, intenta robar las Megavitaminas. Más tarde, Mad Scienstein y Rudy el payaso (personaje que ya apareció en Wario Land 3) roban las megavitaminas, y tanto Dr. Mario y Wario van tras él. A través de sus aventuras, ambos se encuentran con numerosas criaturas de Wario Land 3. El Dr Mario y Wario siguen al Mad Scienstein hasta el castillo de Rudy, donde deberán luchar contra Rudy para que Mario pueda obtener de nuevo sus vitaminas. Si completas el juego en el modo normal o difícil sin continuar, jugarás una pantalla adicional tras haber derrotado a Rudy. El oponente es Metal Mario si usaste a Wario y el Vampiro Wario en caso de haber jugado con Dr. Mario

## Modo de juego
A grandes rasgos, Dr. Mario 64 se juega de la misma forma que su predecesor Dr. Mario, lanzando megavitaminas a una jarra llena de virus, así, alineando una combinación de virus y megavitaminas estos desaparecen. Hay tres tipos de virus, el virus rojo (fiebre), el virus azul y el virus amarillo (extraño), con una megavitamina diseñada para erradicarlos. Incluye las canciones originales del Dr Mario, Fever and Chill, pero además tiene dos nuevas canciones llamadas Cube y QueQue.
Dr. Mario 64 presenta varios tipos de juegos. El primero, Classic Mode, presenat un diseño y puesta en escena similar al primer Dr Mario. El segundo es el llamado Story Mode, en este, el jugador debe manejar a Wario o Mario para recuperar las megavitaminas perdidas, venciendo a los enemigos que se encuentren por el camino.
- Datos: Q1957354